# Conconully
La ville de Conconully est située dans le comté d'Okanogan, dans l’État de Washington, aux États-Unis. Lors du recensement de 2010, sa population s’élevait à 210 habitants, estimée à 208 habitants en 2017.

## Histoire
Conconully a été incorporée le 11 novembre 1908. La localité s’est d’abord appelée Salmon City, d’après le Salmon Creek situé à proximité . À ses débuts, Conconully était un campement de chercheurs d’or.

## Démographie
| Groupe            | Conconully | Washington | États-Unis |
| ----------------- | ---------- | ---------- | ---------- |
| Blancs            | 91,0       | 77,3       | 72,4       |
| Amérindiens       | 2,4        | 1,5        | 0,9        |
| Autres            | 3,3        | 5,7        | 6,4        |
| Métis             | 2,4        | 4,7        | 2,9        |
| Afro-Américains   | 0,5        | 3,6        | 12,6       |
| Asiatiques        | 0,5        | 7,2        | 4,8        |
| Total             | 100        | 100        | 100        |
|                   |            |            |            |
| Latino-Américains | 5,7        | 11,2       | 16,7       |

Selon l'American Community Survey, pour la période 2011-2015, 97,58 % de la population âgée de plus de 5 ans déclare parler anglais à la maison, alors que 2,42 % déclare parler une autre langue.

## Climat
| Mois                              | jan. | fév. | mars | avril | mai | juin | jui. | août | sep. | oct. | nov. | déc. | année |
| --------------------------------- | ---- | ---- | ---- | ----- | --- | ---- | ---- | ---- | ---- | ---- | ---- | ---- | ----- |
| Température minimale moyenne (°C) | −7,9 | −6,3 | −2,3 | 0,8   | 4,6 | 7,6  | 7,6  | 8,5  | 5,2  | 1,1  | −2,3 | −6   | 1,1   |
| Température maximale moyenne (°C) | −0,4 | 3,9  | 10,8 | 17,5  | 22  | 22,5 | 30,7 | 29,8 | 24,3 | 15,8 | 5,8  | 0,9  | 16    |

## Source
- (en) Cet article est partiellement ou en totalité issu de l’article de Wikipédia en anglais intitulé « Concully, Washington » (voir la liste des auteurs).

1. ↑  (en) David Wilma, « First county seat of Okanogan County is established at Ruby City on March 7, 1888 », HistoryLink, 26 mars 2003 (consulté le 10 février 2013)
2. ↑  (en) « Conconully, WA Population - Census 2010 and 2000 », sur censusviewer.com.
3. ↑  (en) « Population of Washington - Census 2010 and 2000 », sur censusviewer.com.
4. ↑  (en) « Language spoken at home by ability to speak english for the population 5 years and over », sur factfinder.census.gov.
5. ↑  (en) « CONCONULLY, WASHINGTON - Climate Summary », sur wrcc.dri.edu (consulté le 9 avril 2018).